# Жариков, Евгений Ильич
Евге́ний Ильи́ч Жа́риков (26 февраля 1941, Москва, СССР — 18 января 2012, Москва, Россия) — советский и российский киноактёр; народный артист РСФСР (1989), лауреат Государственной премии СССР (1978).

## Биография
Родился 26 февраля 1941 года в Москве в семье советского писателя Леонида Жарикова (1911—1985). Из шестерых детей он был самым младшим. Детство провёл в Подмосковье, под Загорском (ныне — Сергиев Посад), в семье бабушки и дедушки, с четырёх лет управлялся с лошадьми, освоил ремёсла.
В 1959 году поступил во ВГИК, на втором курсе впервые снялся в кино. В 1964 году, после окончания института, уехал в ГДР, где в течение двух лет снимался в главной роли в местном сериале «Русский для вас». После возвращения (1966 год) — актёр Театра-студия киноактёра в Москве, много снимался в кино и на телевидении. Член КПСС с 1970 по 1991 годы.
Всесоюзную славу ему принёс снятый в 1970-е телесериал «Рождённая революцией» о становлении советской милиции и её борьбе с преступностью. Образ советского милиционера, ставшего генералом, закрепился за ним на всю оставшуюся жизнь. На пике карьеры у актёра начались проблемы со здоровьем: в 1970 году на съёмках фильма «Смерти нет, ребята!», упав на полном скаку с лошади, он получил травму тазобедренного сустава и компрессионный перелом позвоночника.
С 1988 по 2000 — президент Гильдии актёров советского кино (с 1991 года — Гильдии актёров кино России). В 2000-е годы на волне былой популярности сыграл в картинах «Армия Спасения», «Благословите женщину», «Идеальная пара», «Я остаюсь». В 1999 перенёс две сложные операции с протезированием.
Всего сыграл почти в 70 фильмах. Участвовал в дублировании более чем 200 фильмов («Генералы песчаных карьеров» и другие).

### Семейная жизнь
Первый брак (1962—1974) — с тренером по фигурному катанию Валентиной Зотовой (род. 1936) — продлился 12 лет и завершился разводом.
Второй брак — с актрисой Натальей Гвоздиковой — был зарегистрирован после годичного знакомства на съёмках фильма «Рождённая революцией». По сценарию фильма они тоже были супругами. 2 августа 1976 года родился сын Фёдор Жариков, который стал переводчиком с французского языка, ныне[уточнить] работающий начальником службы информационной безопасности в самолётостроении.
У Евгения Жарикова был роман с журналисткой Татьяной Алексеевной Секридовой (род. 1960), которая родила ему сына Сергея и дочь Екатерину. После того, как она обнародовала информацию об этой связи, Жариков прекратил отношения.

### Смерть

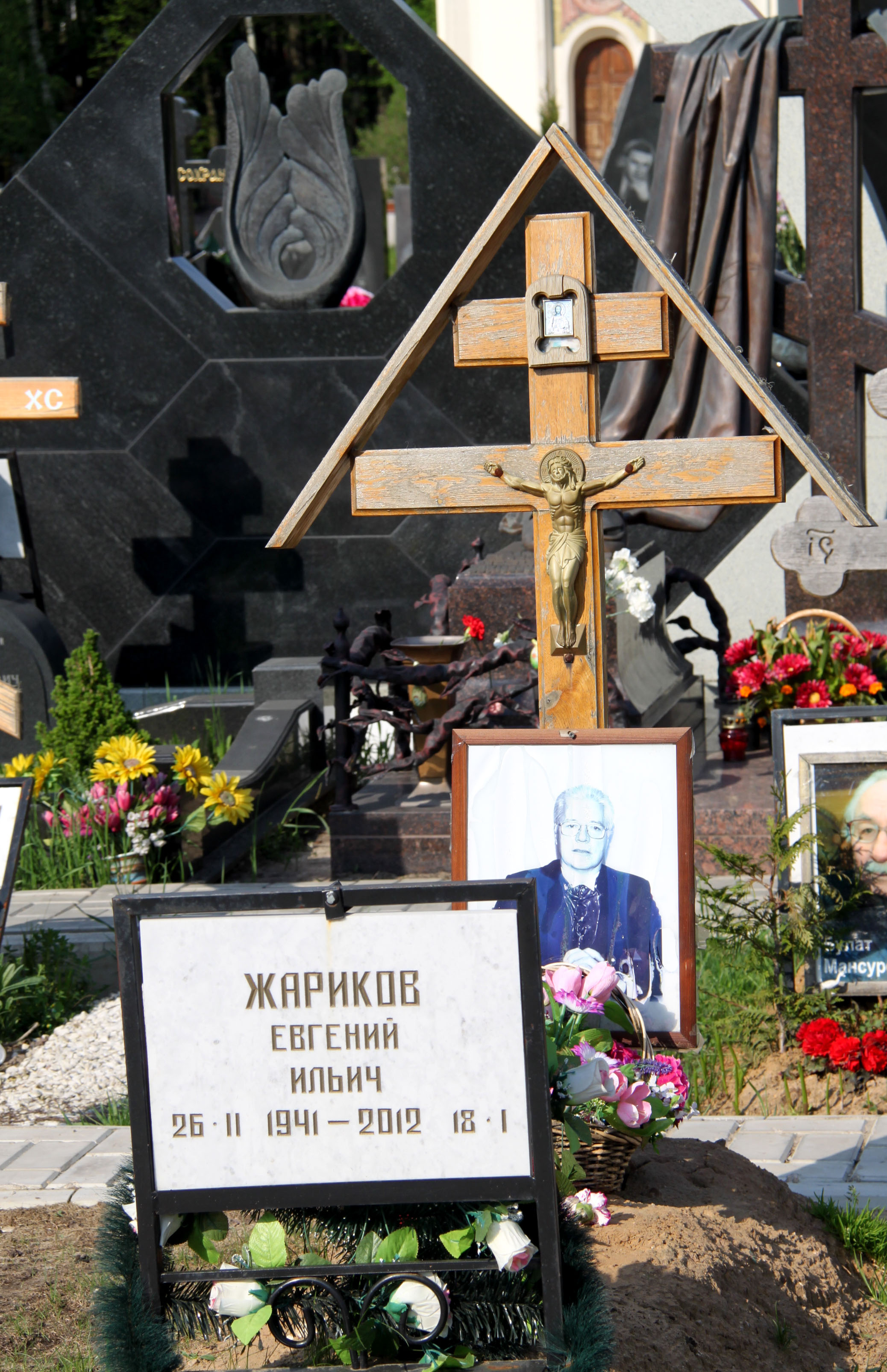
Могила Евгения Жарикова на Троекуровском кладбище

Скончался от рака 18 января 2012 года в Москве, в Боткинской больнице, на 71-м году жизни.
Похоронен 21 января 2012 года на Аллее актёров Троекуровского кладбища (уч. №6).

## Фильмография
1. 1961 — «А если это любовь?» — Сергей
2. 1962 — «Иваново детство» — старший лейтенант Гальцев
3. 1963 — «Он жив» (короткометражный) — партизан Артур
4. 1963 — «Три плюс два» — Вадик, дипломат
5. 1964 — 1966 — «Русский для Вас» (сериал, ГДР) — главная роль
6. 1966 — «Дикий мёд» — эпизод
7. 1966 — «Нет и да» — Латышев
8. 1966 — «Продавец воздуха» — Люк
9. 1967 — «Таинственный монах» — Латышев
10. 1968 — «День ангела» — Салин, штурман
11. 1968 — «Снегурочка» — Лель
12. 1970 — «Смерти нет, ребята!» — Владимир Рубин, лейтенант
13. 1970 — «Сигналы — Приключения в космосе» / Signale - Ein Weltraumabenteuer» (ГДР, ПНР) — Павел
14. 1971 — Объяснение в любви к Г. Т. / Liebeserklärung an G.T. (ГДР) — Владимир
15. 1972 — «Жизнь и удивительные приключения Робинзона Крузо» — капитан
16. 1972 — «Наковальня или молот» (Болгария, ГДР, СССР) (болг. «Наковалня или чук», нем. «Amboss oder Hammer sein») — Игорь
17. 1973 — «Возле этих окон» — Михаил Анохин, киномеханик, агитатор
18. 1973 — «Исполнение желаний» — Иван, старый друг Николая
19. 1973 — «Сад» (короткометражный)
20. 1974 — 1977 — «Рождённая революцией» — Николай Кондратьев
21. 1975 — «Не может быть!» — Николай, муж Зинаиды
22. 1976 — «Дума о Ковпаке» — Платон Воронько
23. 1976 — «Самый красивый конь» — Борис Степанович Иноземцев, школьный учитель и мастер по конному спорту
24. 1978 — «Я хочу вас видеть» — Мирон
25. 1979 — «Мой генерал» — Сергей
26. 1980 — «Долгая дорога в дюнах» — Отто Грюнберг / Александр Ефимов
27. 1981 — «Любовь моя вечная» — Глеб Никитич
28. 1981 — «Осенняя дорога к маме» — Дмитрий
29. 1981 — «Факты минувшего дня» — Юсин
30. 1981 — «Эта минута, этот миг» (ЧССР) (чеш. «Ta chvíle, ten okamzik») — Борис, командир партизанского отряда
31. 1983 — «Семь часов до гибели» — хирург Шульгин
32. 1984 — «Первая Конная» — Клим Ворошилов
33. 1984 — «Тихие воды глубоки» — Уваров
34. 1986 — «Тайны мадам Вонг» — капитан «Ивана Бунина»
35. 1988 — «Шурави» — Хайбулин
36. 1989 — «Частный детектив, или Операция „Кооперация“» — «Профессор», самогонщик
37. 1990 — «Война на западном направлении» — Климент Ефремович Ворошилов
38. 1990 — «Шапка» — Новиков, преуспевающий писатель
39. 1991 — «Убить „Шакала“» — Николай Алексеевич Петров, начальник уголовного розыска
40. 1992 — «Крысиный угол» — «Учитель», криминальный авторитет
41. 1992 — «Ричард Львиное Сердце» — епископ Тирский
42. 1993 — «Ваши пальцы пахнут ладаном» — Гржимайло
43. 1993 — «Рыцарь Кеннет» — епископ Тирский
44. 1993 — «Серые волки» — Александр Николаевич Шелепин
45. 1993 — «Троцкий» — Сталин
46. 1994 — «Бульварный роман» — капитан Фёдор Агапов
47. 1995 — «Барышня-крестьянка» — Павел Петрович Рощин, сосед-помещик
48. 1995 — «Поезд до Бруклина» — Розов
49. 1996 — «Любить по-русски 2» — губернатор Турчак
50. 1996 — «Полночь в Санкт-Петербурге» / Midnight in Saint Petersburg (США) — Фёдор Заварзин, хранитель Эрмитажа
51. 1997 — «Ночь жёлтого быка»
52. 1998 — «Князь Юрий Долгорукий» — Лука
53. 1999 — «Любить по-русски 3: Губернатор» — экс-губернатор Турчак
54. 1999 — «Транзит для дьявола» — Степан Дорохов, генерал ФСБ
55. 2000 — «Армия спасения» — генерал Гром
56. 2001 — «Сыщики» — министр внутренних дел
57. 2001 — «Идеальная пара» (серия «Королева бензозаправки») — Гудимов
58. 2002 — «Кодекс чести» — Михаил Матвеевич Ермаков, генерал-лейтенант
59. 2002 — «Золотая Медуза» — Хан, старый партнёр Арама
60. 2003 — «Благословите женщину» — штатский в вагоне
61. 2006 — «Сыщики-5» — генерал Остапенко
62. 2006 — «Я остаюсь» — врач Олег Сапрунов
63. 2008 — «Богатая и любимая» — Юрий Дорохов
64. 2009 — «Однажды будет любовь» — доктор Корж
65. 2011 — «Заложники любви» — генерал Зуев

### Киножурнал «Ералаш»
- 1989 — Выпуск № 77 (сюжет «Спецконтроль») — папа Кати
- 1997 — Выпуск № 119 (сюжет «Музей») — дедушка Даши

### Дубляж
- 1952 — «Огни рампы» (дубляж 1976 года) — Эрнест Невилл

### Документальные фильмы
- «Наталья Гвоздикова и Евгений Жариков. „Рождённые революцией“» («Первый канал», 2006)[8][9]
- «Евгений Жариков. „Две семьи, два предательства“» («ТВ Центр», 2021)[10]

## Признание и награды
- Государственная премия СССР (1978) — за исполнение роли Николая Фомича Кондратьева в сериале «Рождённая революцией».
- Заслуженный артист РСФСР (31 декабря 1976) — за заслуги в области советского киноискусства[11].
- Народный артист РСФСР (1989).
- орден Почёта (28 декабря 1995) — за заслуги перед государством, многолетнюю плодотворную деятельность в области культуры и искусства[12].
- Медаль «В память 850-летия Москвы» (1997).
- орден «За заслуги перед Отечеством» IV степени (29 марта 2001) — за большой вклад в развитие киноискусства[13].
- Благодарность Президента Российской Федерации (28 февраля 2011) — за заслуги в развитии отечественной культуры и многолетнюю творческую деятельность[14].